# Festuca lucida
Festuca lucida är en gräsart som beskrevs av Otto Stapf. Festuca lucida ingår i släktet svinglar, och familjen gräs. Inga underarter finns listade i Catalogue of Life.